# Chilobrachys assamensis
Chilobrachys assamensis är en spindelart som beskrevs av Hirst 1909. Chilobrachys assamensis ingår i släktet Chilobrachys och familjen fågelspindlar. Inga underarter finns listade i Catalogue of Life.